# 2014 FV71
2014 FV71 est un objet du disque des objets épars.

## Caractéristiques
2014 FV71 mesure environ 317 kilomètres de diamètre.